# Provincia di Enga
La  provincia di Enga, in inglese Enga Province, è una provincia della Papua Nuova Guinea appartenente alla Regione delle Terre Alte.

## Geografia fisica
La provincia comprende una zona montuosa centro-orientale dell'isola Nuova Guinea e confina con le province di Sepik Est, Madang, Altopiani Occidentali e Altopiani del Sud.

## Geografia antropica

### Suddivisioni amministrative
La provincia è suddivisa in distretti, che a loro volta sono suddivisi in aree di governo locale (Local Level Government Areas).
| Distretti                   | Capoluogo      | Aree LLG            |
| --------------------------- | -------------- | ------------------- |
| Distretto di Kandep         | Kandep         | Kandep Rural        |
| Distretto di Kandep         | Kandep         | Tsak Rural          |
| Distretto di Kandep         | Kandep         | Wage Rural          |
| Distretto di Kandep         | Kandep         | Wapenamanda Rural   |
| Distretto di Kompiam-Ambum  | Kompiam        | Ambum Rural         |
| Distretto di Kompiam-Ambum  | Kompiam        | Kompiam Rural       |
| Distretto di Kompiam-Ambum  | Kompiam        | Wapi (Uangis) Rural |
| Distretto di Lagaip-Porgera | Lagaip-Porgera | Lagaip Rural        |
| Distretto di Lagaip-Porgera | Lagaip-Porgera | Maip-Mulitaka Rural |
| Distretto di Lagaip-Porgera | Lagaip-Porgera | Paiela-Hewa Rural   |
| Distretto di Lagaip-Porgera | Lagaip-Porgera | Pogera Rural        |
| Distretto di Wabag          | Wabag          | Maramuni Rural      |
| Distretto di Wabag          | Wabag          | Wabag Rural         |
| Distretto di Wabag          | Wabag          | Wabag Urban         |